# Casanova 70
Cet article possède un paronyme, voir Casanova (homonymie).
Pour plus de détails, voir Fiche technique et Distribution.
Casanova 70 (Casanova '70) est un film franco-italien réalisé par Mario Monicelli sorti en 1965.

## Synopsis
Andrea, officier de l'OTAN, est un Don Juan tombant continuellement amoureux des femmes qu'il rencontre. Il ne résiste à aucune d'entre elles, et se met à les séduire. Cependant Andréa a un problème : seul le plaisir de la conquête l’intéresse car quand il s'agit de conclure, la peur de l'échec le paralyse au point qu'il se croit impuissant. Un jour il se décide à consulter un psychanalyste qui, entre plusieurs conclusions farfelues, expliquera à Andréa qu'en fait son fantasme est de mêler séduction et mise en danger, seule situation l'excitant sexuellement. Effectivement Andréa continuera dans cette voie, allant jusqu'à embrasser sur la bouche une dompteuse entourée de lions, faisant passer un faux examen de virginité à une fille sicilienne à marier dont la famille cultive un sens de l'honneur rétrograde et potentiellement dangereux ou encore narguer un mari jaloux et possessif qui mime la surdité pour mieux contrôler son épouse. Ce dernier épisode finira mal, puisque le mari jaloux projette de tuer Andréa à l'aide d'une grosse bille de pierre. Mais un concours de circonstances fera que c'est le mari qui sera mortellement blessé par la pierre. Il s'ensuit un procès qu'André gagne sous les applaudissements. Voulant se racheter une conduite, Andrea revient vers son ancienne fiancée au sein d'une famille catholique très traditionnelle, mais quand sa promise lui propose de coucher avant le mariage, il fait sa valise et s'enfuit, narguant encore une fois le sort avec une pédicure de très mauvaise réputation. Il reviendra finalement vers sa promise mais le naturel revient au galop et la nuit, Andrea rejoint la chambre par la corniche, alors que le mot « fin » apparaît sur l'écran.

## Fiche technique
- Titre original : Casanova '70
- Titre français : Casanova 70
- Réalisation : Mario Monicelli
- Scénario : Agenore Incrocci, Furio Scarpelli, Mario Monicelli, Suso Cecchi D'Amico, Tonino Guerra, Giorgio Salvioni
- Direction artistique : Mario Garbuglia
- Costumes : Maria De Matteis
- Photographie : Aldo Tonti
- Musique : Armando Trovajoli
- Montage : Rugerro Mastroianni
- Production : Clément Legoueix, Carlo Ponti
- Sociétés de production : 
  -  Euro International Film, Compagnia Cinematografica Champion
  -  Les Films Concordia[1], Les Films Marceau[2]
- Sociétés de distribution
  -  Euro International Film
  -  Société Nouvelle de Cinématographie
- Pays d'origine :  Italie (50%),  France (50%)
- Langue originale : italien
- Format : couleur  — 35 mm — son Mono
- Genre : Comédie
- Durée : 107 minutes (Italie) - 125 minutes (France)
- Dates de sortie
  -  États-Unis : 20 juillet 1965
  -  France : 11 août 1965
  -  Italie : 20 octobre 1965

## Distribution
- Marcello Mastroianni : le major Andrea Rossi-Colombotti
- Virna Lisi : Gigliola
- Marisa Mell : Thelma
- Michèle Mercier : Noëlle
- Enrico Maria Salerno : le psychanalyste
- Liana Orfei : Trude, la dompteuse de lions
- Moira Orfei : Santina, la pédicure
- Seyna Seyn : l'hôtesse de l'air asiatique
- Rosemary Dexter : la femme de ménage
- Margaret Lee : Lolly Greenwater
- Frank Gregory : le général Greenwater
- Marco Ferreri : le comte, mari de Thelma
- Bernard Blier (non crédité) : le commissaire
- Jolanda Modio : Addolorata
- Beba Loncar : la fille dans le musée
- Guido Alberti : Monseigneur, l'oncle de Gigliola
- Mario Banchelli : le père de Gigliola
- Anita Ceccotti : la mère de Gigliola

## Récompenses
- Festival international du film de San Sebastián 1965 :
  - Meilleur réalisateur (Mario Monicelli)
  - Meilleur acteur (Marcello Mastroianni)